# Мадекве, Арчи
Арчи Мадекве (англ. Archie Madekwe; род. 10 февраля 1995, Ламбет, Большой Лондон) — британский актёр. На телевидении известен по роли в сериале Apple TV+ «Видеть» (2019–2022). Среди его фильмов — «Солнцестояние» (2019), «Гран Туризмо» и «Солтберн» (оба — 2023).

## Ранние годы и образование
Мадекве родился в Южном Лондоне. Его родители развелись, когда он был маленьким. Его двоюродная сестра — актриса Эшли Мадекве.
В 14 лет Мадекве начала посещать Лондонскую школу исполнительского искусства и технологий. Он также присоединился к Национальному молодежному театру. Он продолжил учебу в Лондонской академии музыкального и драматического искусства (LAMDA) и рано ушел из неё, когда получил роль в постановке Иана Риксона драмы Эдварда Олби «Коза, или Кто такая Сильвия?» в Вест-Энде вместе с Дэмиэном Льюисом и Софи Оконедо.

## Карьера
Мадекве дебютировал на телевидении в 2014 году, появившись в качестве гостя в эпизоде медицинской драмы BBC «Катастрофа». Затем он в 2016 году сыграл Луку в двух эпизодах комедийной драмы Channel 4 «Свежее мясо».
В 2017 году Мадекве дебютировал в Вест-Энде в постановке «Коза, или Кто такая Сильвия?» в Королевском театре Хеймаркет вместе с Дэмиэном Льюисом и Софи Оконедо. Свою первую роль в кино он получил в фильме «За мечтой» после того, как директор по кастингу увидел его в пьесе. В том же году он был назван «Звездой завтрашнего дня» по версии журнала «Screen International». В том же году он также появился в ситкоме Channel 4 «Тревожные звоночки».
В 2019 году Мадекве начала сниматься в роли Кофуна в научно-фантастическом сериале Apple TV+ «Видеть», сыграл Курфейрака в сериале BBC One «Отверженные» и снялась в роли Саймона в фолк-хорроре Ари Астера «Солнцестояние». В 2021 году он появился в фильме «Поколение Вояджер» вместе с Колином Фарреллом и Лили-Роуз Депп и озвучил Седгвика в эпизоде «Лед» мультсериала-антологии Netflix «Любовь. Смерть. Роботы». Мадекве также сыграл главную роль в спортивным фильмом Нила Бломкампа, основанным на реальных событиях, «Гран Туризмо» .
В 2023 году Мадекве появился в фильмах «Сердце Стоун» и «Солтберн».

## Фильмография

### Фильмы
| Год  | Название          | Роль              | Примечания |
| ---- | ----------------- | ----------------- | ---------- |
| 2018 | За мечтой         | Люк               |            |
| 2019 | Солнцестояние     | Саймон            |            |
| 2021 | Поколение Вояджер | Кай               |            |
| 2023 | Гран Туризмо      | Янн Марденборо    |            |
| 2023 | Сердце Стоун      | Иво               |            |
| 2023 | Все страхи Бо     | Смеющийся человек |            |
| 2023 | Солтберн          | Фарли Старт       |            |

### Телевидение
| Год       | Название               | Роль             | Примечания                 |
| --------- | ---------------------- | ---------------- | -------------------------- |
| 2014      | Катастрофа             | Бенджамин Мейсон | Эпизод: «Будь верен себе»  |
| 2016      | Свежее мясо            | Лука             | 2 эпизода                  |
| 2018      | Тревожные звоночки     | Джексон Бэйли    | 3 эпизода                  |
| 2018      | Информер               | Эдди             | Эпизод: «Генеральный план» |
| 2019      | Отверженные            | Курфейрак        | Минисериал; 3 эпизода      |
| 2019—2022 | Видеть                 | Кофун            | Главная роль               |
| 2020      | Беспрецедентный        | Льюис            | 1 эпизод                   |
| 2021      | Любовь. Смерть. Роботы | Седгвик          | Озвучка, эпизод: «Лёд»     |